# Capsula di caffè

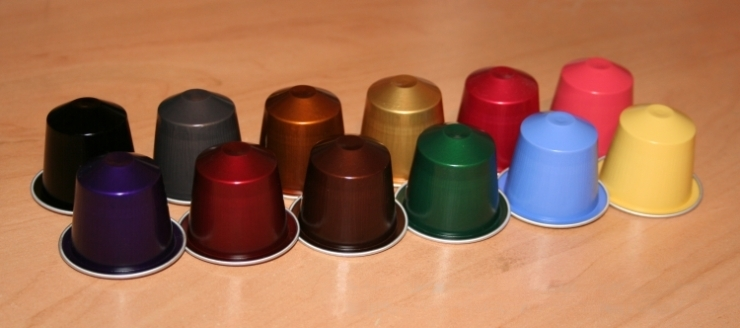
Capsule di caffè

La capsula di caffè è un piccolo contenitore rigido di alluminio o plastica o materiale simile contenente caffè. Si tratta della forma più diffusa di caffè porzionato e si differenzia dalla cialda perché questa è composta da un filtro di carta non rigida.
Le capsule si sono diffuse recentemente in Italia e hanno riscosso un grande successo commerciale, grazie al costo contenuto delle macchine, alla facilità d'uso e alla praticità della confezione. Tra gli svantaggi ci sono il prezzo piuttosto elevato delle capsule e la pressoché completa incompatibilità dei vari sistemi in commercio (anche se esistono capsule compatibili, specie per i sistemi Nespresso, Lavazza A Modo Mio e Dolce Gusto).

## Tipi di capsula
Si deve notare che alcune case produttrici di caffè producono capsule per vari sistemi, così come le case produttrici di macchine. Lavazza, che pure commercializza quattro linee di prodotti (Espresso Point, In Black, Blue, A modo mio), ha recentemente lanciato anche le capsule compatibili Nespresso e Dolce Gusto, mentre Nespresso ha di recente ampliato la gamma con la linea Vertuo. Indesit invece ha lanciato Uno, un sistema destinato a diversi marchi.
| Sistema                               | Proprietario                                          | Data d'introduzione | Produzione macchina                                                                         | Produzione capsule                                             | Disponibilità in Italia | Note                                                                   |
| ------------------------------------- | ----------------------------------------------------- | ------------------- | ------------------------------------------------------------------------------------------- | -------------------------------------------------------------- | ----------------------- | ---------------------------------------------------------------------- |
| ?                                     | Aroma Vero, Fior Fiore Coop, Lui Espresso, Mitaca MPS | ?                   | ?                                                                                           | ?                                                              | Sì                      |                                                                        |
| Capricci                              | Ariete                                                | ?                   | Ariete                                                                                      | Mokarabia, La via del Tè                                       | Sì                      |                                                                        |
| Caffè d'Italia                        | Caffè d'Italia srl                                    | ?                   | ?                                                                                           | Tonino Lamborghini                                             | Sì                      |                                                                        |
| Caffitaly System                      | Caffita System                                        | 2005                | Caffita System, Gaggia                                                                      | Caffè Cagliari, Chicco d'oro, Ècaffè, Ricola, Tchibo, Twinings | Sì                      |                                                                        |
| Cremesso                              | Delica AG                                             | ?                   | ?                                                                                           | ?                                                              | No                      | Pressione 19 bar                                                       |
| Espresso Italia                       | Espresso Italia                                       | ?                   | Bialetti (Mokona, Tazzona)                                                                  | Gimoka                                                         | Sì                      |                                                                        |
| K-Cup (Keurig)                        | Green Mountain Coffee Roasters                        | 1992                | Keurig, Breville, Cuisinart                                                                 | Green Mountain e altri                                         | No                      |                                                                        |
| Iperespresso                          | illycaffè                                             | 2006                | Gaggia, FrancisFrancis, HotPoint                                                            | illycaffè                                                      | Sì                      |                                                                        |
| Iperespresso Espresso&Coffee          | illycaffè                                             | ?                   | FrancisFrancis                                                                              | illycaffè                                                      | Sì                      | Caffè filtro ed espresso in una capsula sola                           |
| Uno                                   | Indesit                                               | 2013                | Indesit                                                                                     | illycaffè, Kimbo Caffè                                         | Sì                      |                                                                        |
| T-Discs (Tassimo)                     | Kraft                                                 | 2004                | Bosch, Braun marchiate Tassimo                                                              | Jacobs, Maxwell House e altri                                  | No                      |                                                                        |
| A Modo Mio                            | Lavazza                                               | 2007                | Saeco (facente parte del gruppo Philips) marchiate Lavazza/Gaggia, Electrolux               | Lavazza                                                        | Sì                      | Pressione 15 bar                                                       |
| BLUE (Best Lavazza Ultimate Espresso) | Lavazza                                               | ?                   | ?                                                                                           | Lavazza                                                        | Sì                      |                                                                        |
| Espresso point                        | Lavazza                                               | ?                   | Polti, altri                                                                                | Lavazza, Kimbo                                                 | Sì                      |                                                                        |
| Monodor                               | Monodor                                               | 2006                | Monodor, Gaggia (Delizio)                                                                   | Lavazza                                                        | No                      | Dallo stesso inventore delle capsule Nespresso, Eric Favre             |
| Dolce Gusto                           | Nestlé                                                | 2008                | Krups, marchiate Nescafé                                                                    | Nescafé (Nestlé)                                               | Sì                      | Pressione 15 bar                                                       |
| Nespresso                             | Nestlé                                                | 1986                | Eugster/Frismag marchiate Krups, Magimix, Siemens, De' Longhi tra cui il modello Lattissima | Nespresso                                                      | Sì                      | Pressione 19 bar, Sistema riciclaggio esistente                        |
| Nespresso Vertuo (VertuoLine)         | Nestlé                                                | 2014                | ?                                                                                           | Nespresso                                                      | Sì                      | Caffè espresso e lungo, con possibilità di regolazione della lunghezza |
| MZ                                    | Segafredo                                             | ?                   | ?                                                                                           | Segafredo                                                      | Sì                      |                                                                        |
| Espresso Cap                          | Termozeta                                             | ?                   | Termozeta                                                                                   | ?                                                              | Sì                      |                                                                        |
| Toro Bio                              | Toro Caffè                                            | 2009                | ?                                                                                           | Toro                                                           | Sì                      |                                                                        |
| Zespresso Café                        | Zepter                                                | 2009                | ?                                                                                           | ?                                                              | Sì                      | Pressione 20 bar, temperatura dell'acqua 88 °C                         |
| Wellhouse                             | ?                                                     | ?                   | ?                                                                                           | Vezza, San Lorenzo                                             | Sì                      |                                                                        |